# Jak přežít svého muže (film)
Snímek Jak přežít svého muže je česká romantická komedie debutujícího režiséra a autora scénáře Rudolfa Merknera, natočená dle literární předlohy herečky Jany Bernáškové, jeho ženy. Premiéra v českých kinech proběhla 9. listopadu 2023.

## Synopse
Herečka Lucie se po mateřské dovolené snaží navázat přetrženou nit kariéry; a protože se rozešla s otcem své dcerky, hledá nového chlapa. Obé se jí dlouho ne a nedaří (sebe samu opakovaně označuje za „úplnou krávu“). Navštěvuje castingy, svěřuje dcerku na hlídání babičce či expartnerovi a s kamarádkami „ze stejného chovu“ u vína a probírá sex a chlapy vůbec. Pokud se jí nějaký muž namane, vyspí se s ním, přičemž ve výběru převažují proradní sukničkáři, podvádějící ji i své partnerky. Lucie nakonec nachází toho pravého.

## Obsazení
| Jana Bernášková   | Lucie |
| Marek Němec       |       |
| Ivana Chýlková    |       |
| Mahulena Bočanová |       |
| Iva Pazderková    |       |
| Roman Zach        |       |
| Pavla Dostálová   |       |
| Jitka Sedláčková  |       |
| Tomáš Měcháček    |       |
| Hana Vagnerová    |       |
| Sára Rychlíková   |       |
| Václav Vašák      |       |
| Jordan Haj        |       |
| Jiří Krampol      |       |
| Jiří Ployhar ml.  |       |
| Andrea Růžičková  |       |
| Betka Stanková    |       |
| Justýna Drábková  |       |

## Přijetí
- Věra Míšková, Právo / Novinky.cz  20 %[1]